# Breistroff-la-Grande
Breistroff-la-Grande település Franciaországban, Moselle megyében. Lakosainak száma 853 fő (2022. január 1.). Breistroff-la-Grande Boust, Cattenom, Basse-Rentgen, Rodemack és Roussy-le-Village községekkel határos.

## Népesség
A település népességének változása:
| Lakosok száma | 277  | 320  | 338  | 541  | 622  | 650  | 698  | 761  | 792  | 853  |
|               | 1968 | 1982 | 1990 | 2006 | 2013 | 2015 | 2017 | 2019 | 2020 | 2022 |